# Spider-Man: Across the Spider-Verse
Série
Spider-Man: New Generation
(2018) Spider-Man: Beyond the Spider-Verse
(2027)
Pour plus de détails, voir Fiche technique et Distribution.
Spider-Man: Across the Spider-Verse, Spider-Man : Seul contre tous en Belgique ou Spider-Man : À travers le Spider-Verse au Québec est un film d'animation américain réalisé par Joaquim Dos Santos (en), Kemp Powers et Justin K. Thompson, sorti en 2023.
Il fait suite à Spider-Man: New Generation, sorti en 2018. Il met à nouveau en scène le personnage de Marvel Comics, Miles Morales, seconde incarnation de Spider-Man. Prévue en deux parties, la suite, intitulée Spider-Man: Beyond the Spider-Verse, devait sortir en 2024 mais a été repoussée à une date ultérieure. Le 31 mars 2025 lors de la CinemaCon, la date de sortie est confirmée pour le 4 juin 2027 aux États Unis.
Après les événements du premier film, Miles Morales qui vit sa vie de super-héros doit se rendre dans le Spider-Verse et découvre le monde de différents Spider-Men, accompagné de Gwen Stacy.

## Synopsis
À la suite des événements du premier film, tous les Spider-Men sont retournés dans leurs univers respectifs et Miles Morales est devenu le Spider-Man de sa dimension. Sur la Terre-65B, Gwen Stacy, alias Spider-Woman, n'arrive pas à oublier son nouvel ami et tente difficilement de revenir à ses activités super-héroïques. Elle se rappelle son meilleur ami, le Peter Parker de son univers, devenu le Lézard après avoir bu un sérum pour devenir un super-héros peu de temps après que Gwen soit devenue Spider-Woman. Peter attaque alors sous sa nouvelle forme les élèves qui le harcelaient lors de la fête du lycée. Présente lors de la fête, Gwen l'arrêta, mais le plafond s'écroula sur son ami, qui, redevenu humain, mourut après avoir révélé qu'il connaissait son identité secrète. Témoin d'une partie de la scène, le capitaine de police George Stacy, le père de Gwen, est depuis lors persuadé que Spider-Woman a tué le jeune homme, et n'a de cesse de traquer l'héroïne.
Une nuit, Gwen se rend au musée Guggenheim après avoir appris qu'il était attaqué, et découvre que le coupable est le Vautour d'un autre univers, aux allures de la Renaissance. Au début du combat, elle est témoin de l'arrivée de Miguel O'Hara, alias Spider-Man 2099, suivi par une autre Spider-Woman, Jessica Drew, tous deux venus arrêter le super-vilain. Pendant l'affrontement, Miguel explique à la super-héroïne que les actions du groupe de Spider-Man du premier film ont bouleversé le multivers, entraînant la propulsion aléatoire de méchants dans d'autres univers que les leurs. En réaction, Miguel a créé la Spider-Society, une force d'intervention composée de Spider-Men. Après que le Vautour ait été neutralisé et les civils sauvés, le capitaine Stacy se retrouve nez à nez avec sa fille. Gwen décide alors d'ôter son masque et de lui révéler la vérité pour tenter de lui parler. Bien que bouleversé par cette révélation, son père refuse tout de même de l'écouter et préfère l'arrêter, avant d'être neutralisé par Miguel. Jessica convainc alors ce dernier d'intégrer Gwen à la Spider-Society. Touché par le désespoir de la jeune fille, Miguel accepte et lui donne un bracelet multiversel, utilisé pour voyager et stabiliser leurs ADN à travers le multivers. Gwen jette un dernier regard à son père, avant de partir avec eux.
Sur la Terre-1610B, Miles Morales jongle depuis 16 mois entre sa vie de lycéen et celle de Spider-Man. En dépit de ses succès et progrès en tant que super-héros, le garçon se sent seul. Entre autres, tous ses amis super-héros susceptibles de le comprendre sont repartis dans leurs dimensions et ses parents ne savent rien de son identité secrète. Dans une supérette, il est confronté à la Tache, un super-vilain plus inoffensif qu'autre chose. Il se présente comme le Dr Jonathan Ohnn, un physicien qui travaillait sur le Synchrotron du Caïd et qui est devenu un être capable d'ouvrir des portails sur de courtes distances après la destruction de la machine. La Tache juge Spider-Man responsable de sa transformation et lui révèle qu'il est également son créateur, l'araignée l'ayant mordue ayant été téléportée de la Terre-42 lors d'un essai du Synchrotron. Miles arrête la Tache une première fois et se rend à son lycée pour un rendez-vous avec sa conseillère d'orientation, accompagné de ses parents, Jefferson et Rio. L'entretien tourne court quand Miles, puis Jef, partent pour tenter d'arrêter une nouvelle fois la Tache, sans y parvenir. L'adolescent essaie ensuite de discuter avec son père, sans succès. En parallèle, la Tache découvre que ses pouvoirs lui permettent également de voyager à travers d'autres dimensions (ce qui lui vaut de se faire remarquer par la Spider-Society). De retour à Brooklyn, il décide de développer ses nouveaux pouvoirs.
Les activités super-héroïques de Miles l'empêche d'arriver à l'heure à la fête de quartier célébrant la future promotion de son père en tant que capitaine de police. Après s'être disputé avec ses parents et avoir été privé de sortie, il finit dans sa chambre, où il a la surprise de retrouver Gwen, qui le rejoint avec son bracelet. Les deux héros parcourent la ville ensemble et échangent sur leurs vies respectives. Si elle lui parle de la Spider-Society, elle reste évasive quand Miles lui demande pourquoi elle n'est pas venue le voir plus tôt, et lui déconseille de révéler son identité secrète à ses parents. De retour à la fête, elle rencontre les parents de Miles, qui sont persuadés qu'elle est la cause des comportements étranges de leur fils. Lorsque la jeune fille s'éclipse, Miles, après une conversation avec sa mère, la suit à son insu. Au repaire de la Tache, ils découvrent que ce dernier a trouvé un moyen de passer dans un autre univers, et qu'il est désormais suffisamment puissant pour créer volontairement ses propres portails. À l'aide de Jessica, elle localise le vilain. Miles décide alors de la suivre. 
Le jeune garçon se retrouve propulsé dans la ville de Mumbattan, sur la Terre-50101B, retrouve Gwen et rencontre Pavitr Prabhakar, le Spider-Man local. Même si Gwen est furieuse que Miles l'ait suivi, les trois héros décident d'unir leurs forces, comprenant que la Tache augmente ses pouvoirs en absorbant l'énergie des Synchrotron locaux. Mais malgré le renfort de Hobart « Hobie » Brown, alias Spider-Punk (en), un ami de Gwen, ils n'arrivent pas à empêcher le méchant de devenir plus puissant, qui disparaît après avoir promis à Miles qu'il se vengerait. Durant l’onde de choc, Miles a une vision de son père et du George Stacy local. L'explosion du Synchrotron ayant provoqué l'effondrement du bâtiment, les Spider-Men doivent ensuite sauver les habitants menacés. À cette occasion, Miles sauve le George Stacy de cet univers. Une fois les habitants sécurisés, d'autres Spider-Men débarquent et sécurisent un vortex qui vient d'apparaître. Jessica demande à Miles, Gwen et Hobie de la suivre jusqu'à la Terre-928B où se trouve le QG de la Spider-Society. 
Au QG, Miles découvre des milliers de versions alternatives de lui-même, et apprend que les anomalies capturées sont renvoyées dans leur dimension d'origine avec l'aide d'une machine analysant leur ADN. Il rencontre Miguel et revoit Peter B. Parker, entretemps devenu père d'une petite fille. Mais les réjouissances sont de courte durée : Miguel accuse Miles d'avoir bouleversé l'équilibre du Spider-verse, une partie du multivers formé par tous les univers où existent les Spider-Men. Leurs histoires sont notamment composées et connectées entre elles par des événements Canevas, parmi lesquels la mort d'un proche et d'un capitaine de police (comme le capitaine Stacy). En sauvant le capitaine Stacy de la Terre 50101B, Miles a empêché un événement Caneva, ce qui menace la survie de cette terre (d'où l'apparition du vortex). Miguel avoue avoir également menacé l'équilibre du Spider-verse par le passé en remplaçant un de ses variants sur une autre terre après sa mort, ce qui avait conduit à la destruction totale de cette réalité. Depuis, il veille avec la Spider-Society à ce qu'aucune anomalie ne menace le bon déroulement du multivers. Miles comprend alors que sa vision l'avertit de la mort de son père le jour de sa promotion par la Tache. Lorsqu'il demande à rentrer chez lui, Miguel refuse, estimant que la mort de Jefferson est un événement Canevas. Miles s'enfuit pour retourner sur la Terre-1610B, poursuivi par les autres Spider-Men, excepté Hobie, qui préfère démissionner. 
Lors de la course poursuite, Miles apprend par Miguel qu'il est une anomalie, l'araignée qui l'a mordue n'étant pas de son monde, et qu'en étant devenu Spider-Man, il a indirectement provoqué la mort du Spider-Man de sa réalité, qui, sans cet événement, aurait stoppé le Synchrotron du Caïd (évitant donc la fragilisation du multivers). Sous le choc, Miles arrive malgré tout à le repousser, à semer ses poursuivants et à retourner au QG. Il est renvoyé dans son univers avec l'aide décisive de Margo Kess, alias Spider-Byte, sous les yeux de Miguel. Lorsque Gwen remet en cause son comportement et ses théories sur les événements Canevas, il l'exclut de la Spider-Society et la renvoie chez elle, sans son bracelet. Fou de rage, il ordonne ensuite à ses meilleurs Spider-Men de l'accompagner traquer Miles.  
De retour dans son univers, Gwen retrouve son père et apprend en discutant avec lui qu'il a démissionné de la police par amour pour elle, ce qui permet à l'adolescente de comprendre qu'une alternative aux Canevas est possible. Son père lui donne ensuite un bracelet fabriqué et déposé par Hobie, lui permettant de retourner sur la Terre-1610B, où Miguel et ses sbires se déploient. Pourtant, lorsqu'elle arrive chez lui, Miles est introuvable. De son côté, ce dernier regagne son appartement et révèle son identité secrète à sa mère, mais cette dernière ne sait pas de quoi il parle et croit à une plaisanterie. Le garçon comprend en même temps que Gwen qu'il a été envoyé dans le mauvais univers, la machine ayant identifié son ADN comme originaire de la Terre-42 (Terre d'origine de l'araignée qui l'a mordu). Il découvre alors que son oncle Aaron Davis est en vie, que son père est mort et que cette réalité ne peut compter sur aucun Spider-Man, avant d'être assommé. En parallèle, Gwen promet aux parents de Miles de retrouver sain et sauf leur fils. 
Lorsqu'il se réveille, Miles découvre qu'il est retenu prisonnier par son oncle. Il tente de le convaincre de le libérer, en lui disant provenir d'un autre univers, mais est stupéfait de voir que n'étant jamais devenu Spider-Man, le Miles Morales de la Terre-42 est devenu le Rôdeur. Alors que la Tache revient sur la Terre-1610B, prêt à accomplir sa vengeance, et que Miles se prépare à s'échapper, Gwen rassemble sa propre équipe de Spider-Men (composée de Peter B. Parker, Spider-Man Noir, Spider-Ham, Peni Parker, Spider-Punk, Pavitr Prabhakar et Spider-Byte), déterminée à aider son ami. 

### Scène post-générique
Le film se termine en annonçant le retour de Miles Morales dans Spider-Man: Beyond the Spider-Verse.

## Fiche technique
Sauf indication contraire, les informations mentionnées dans cette section peuvent être confirmées par les bases de données cinématographiques IMDb et Allociné,  présentes dans la section « Liens externes ».
- Titre original et français : Spider-Man: Across the Spider-Verse
- Titre québécois : Spider-Man : À travers le Spider-Verse
- Titre belge francophone : Spider-Man : Seul contre tous
- Réalisation : Kemp Powers, Joaquim Dos Santos et Justin K. Thompson
- Scénario : Phil Lord, Chris Miller et Dave Callaham, d'après des personnages créés par Steve Ditko, Stan Lee, Sara Pichelli et Brian Michael Bendis
- Musique : Daniel Pemberton, Metro Boomin
- Direction artistique : Araiz Khalid
- Décors : Kevin Aymeric et Patrick O'Keefe
- Costumes : Brooklyn El-Omar
- Son : Anthony Nolan, Isaac Balachandran
- Montage : Mike Andrews
- Production : Avi Arad, Phil Lord, Chris Miller, Amy Pascal et Christina Steinberg
  - Production déléguée : Peter Ramsey et Aditya Sood
  - Coproduction : Alonzo Ruvalcaba
- Animation : Federico Abib, Nataliia Alekseieva, Jesus Almela, Juan Couto, Alissar Kobeissi
- Sociétés de production : Sony Pictures Animation, Arad Productions, Lord Miller Productions, Pascal Pictures et Sony Pictures Entertainment, présenté par Columbia Pictures, en association avec Marvel Entertainment
- Sociétés de distribution :
  - États-Unis : Sony Pictures Releasing et Columbia Pictures
  - Québec : Sony Pictures Releasing Canada
  - France : Sony Pictures Releasing France
- Budget : 150 millions de $ [5]
- Pays de production :  États-Unis
- Langue originale : anglais
- Format[6] : couleur — 2,35:1 (CinemaScope) — son Dolby Atmos / Dolby Surround 7.1 / IMAX 6-Track / SDDS / Dolby Digital
- Genre : animation 3D, action, aventures, comédie, fantastique, science-fiction, super-héros
- Durée : 141 minutes[7]
- Dates de sortie[8] :
  - France, Suisse romande : 31 mai 2023[9],[10]
  - États-Unis, Québec : 2 juin 2023[11]

## Distribution

### Voix originales
- Shameik Moore : Miles Morales / Spider-Man
- Hailee Steinfeld : Gwen Stacy / Spider-Woman
- Brian Tyree Henry : Jefferson Morales, le père de Miles
- Lauren Vélez : Rio Morales, la mère de Miles
- Jason Schwartzman : Dr Jonathan Ohnn / La Tache
- Oscar Isaac : Miguel O'Hara / Spider-Man 2099
- Jake Johnson : Peter B. Parker / Spider-Man
- Issa Rae : Jessica Drew / Spider-Woman
- Daniel Kaluuya : Hobart « Hobie » Brown / Spider-Punk
- Karan Soni : Pavitr Prabhakar / Spider-Man India
- Shea Whigham : le capitaine George Stacy
- Greta Lee : Lyla, l'assistante en intelligence artificielle de Spider-Man 2099
- Andy Samberg : Ben Reilly / Scarlet Spider
- Mahershala Ali : Aaron Davis (Terre-42)
- Jharrel Jerome : Miles G. Morales / le Rôdeur (Terre-42)
- Amandla Stenberg : Margo Kess / Spider-Byte
- Ayo Edebiri : Glory Grant
- Jack Quaid : Peter Parker (Terre-65)
- Rachel Dratch : Mme Weber, la conseillère d'orientation
- Ziggy Marley : Lenny, le vendeur jamaïcain
- Jorma Taccone : Adriano Toomino / le Vautour
- Kimiko Glenn : Peni Parker / SP//dr (en)
- Elizabeth Perkins : May Parker / Quippy Spider-Person
- Taran Killam : Patrick O'Hara / Web-Slinger
- Danielle Perez (en) : Charlotte Weber / Sun-Spider
- Metro Boomin : Metro Spider-Man[12],[13] et Dr Max Borne / Spider-Man 2211
- Josh Keaton : Peter Parker / The Spectacular Spider-Man (caméo)[14]
- J. K. Simmons : J. Jonah Jameson
- Yuri Lowenthal : Spider-Man (série de jeux vidéo d'Insomniac Games) (caméo)
- Alfred Molina : Dr Otto Octavius / Docteur Octopus (caméo)
- Kathryn Hahn : Dr Olivia « Liv » Octavius / Dr Octopus

### Voix françaises
- Stéphane Bak : Miles Morales / Spider-Man
- Shirine Boutella : Gwen Stacy / Spider-Gwen
- Mathieu Kassovitz : Miguel O'Hara / Spider-Man 2099
- Valentin Merlet : Peter B. Parker / Spider-Man
- Jean-Christophe Dollé : Dr Jonathan Ohnn / la Tache
- Corinne Wellong : Jessica Drew / Spider-Woman
- Grégory Lerigab : Hobie Brown / Spider-Punk
- Taric Méhani : Pavitr Prabhakar / Spider-indien
- Victoria Grosbois : Lyla, l'IA de Spider-Man 2099
- Mélissa Berard : Margo Kess / Spider-Byte
- Daniel Njo Lobé : Jefferson Morales, le père de Miles
- Mar Sodupe : Rio Morales, la mère de Miles
- Frantz Confiac : Aaron Davis (de Terre-42)
- Geoffrey Loval : Miles Morales / le Rôdeur (de Terre-42)
- Xavier Fagnon : George Stacy
- Damien Ferrette : Ben Reilly / Scarlet Spider
- Zina Khakhoulia : Mary Jane « MJ » Watson
- Henry-David Cohen : Tony Rodriguez / Armadillo
- Claire Morin : Yuri Watanabe
- Andrea Santamaria : Ganke Lee
- Nathalie Homs : Mme Weber, la conseillère d'orientation
- Rody Benghezala : Lenny
- Emmanuelle Rivière : la pâtissière
- Esteban Oertli : Lego Spider-Man
- Michel Vigné : Patrick O'Hara / Web-Slinger
- Armelle Gallaud : Charlotte Weber / Sun-Spider
- Benjamin Bollen : Peter Parker / Spectacular Spider-Man (caméo)
- Claire Baradat : Peni Parker / SP//dr (en) (caméo)
- Géraldine Kannamma : Malala Windsor / Spider-UK
- Jérémy Prévost : Peter Porker / Spider-Ham (caméo)
- Jean Barney : J. Jonah Jameson (caméo, dans chaque univers)
- Donald Reignoux : un Spider-Man en thérapie[15] (caméo)
- Jean-François Lescurat : Ezekiel Sims / Spider-Therapist (en) (caméo)
- Gabriel Le Doze : Otto Octavius / Dr Octopus (caméo)
- Déborah Perret : Olivia Octavius / Dr Octopus (caméo)

 Source et légende : version française (VF) sur RS Doublage et selon le carton du doublage français cinématographique.

### Voix québécoises
- Nicolas Poulin : Miles Morales / Spider-Man
- Geneviève Bédard : Gwen Stacy / Spider-Gwen
- Nicolas Charbonneaux-Collombet : Miguel O'Hara / Spider-Man 2099
- Xavier Dolan : Dr Jonathan Ohnn / la Tache
- Widemir Normil : Jefferson Davis, le père de Miles
- Alice Pascual : Rio Morales, la mère de Miles
- Daniel Picard : Peter B. Parker / Spider-Man
- Gardy Fury : Hobie Brown / Spider-Punk
- Naila Louidort : Jessica Drew / Spider-Woman
- Patrick Chouinard : George Stacy
- Louis Lacombe-Petrowski : Pavitr Prabhakar / Spider-Pavitr
- Rachel Graton : Lyla, l'IA de Spider-Man 2099
- Jean-François Beaupré : Adrian Toomes / Le Vautour
- Michèle Lituac : Mme Weber, la conseillère d'orientation

 Source et légende : version québécoise (VQ) sur Doublage.qc.ca

### Apparitions en prises de vues réelles
- Peggy Lu (VF : Heling Li) : Madame Chen (caméo, univers du Sony's Spider-Man Universe)
- Donald Glover (VF : Diouc Koma) : Aaron Davis / le Rôdeur (caméo, univers du MCU)
- Tobey Maguire : Peter Parker / Spider-Man (caméo, image d'archive des films de Sam Raimi)
- Andrew Garfield : Peter Parker / Spider-Man (caméo, image d'archive des films de Marc Webb)
- Tom Holland : Peter Parker / Spider-Man (caméo, image d'archive du MCU)
- Willem Dafoe : Norman Osborn / le Bouffon vert (caméo, image d'archive des films de Sam Raimi)
- Cliff Robertson : Ben Parker (caméo, image d'archive des films de Sam Raimi)
- Denis Leary : George Stacy (caméo, image d'archive des films de Marc Webb)

## Production

### Genèse et développement
Fin novembre 2018, alors que Spider-Man: New Generation sort un mois plus tard, Sony Pictures Animation annonce déjà travailler sur une suite en raison d'un « buzz incroyable » entourant le premier film,. Cette suite sera à nouveau centrée sur Miles Morales,. Joaquim Dos Santos et Dave Callaham sont alors engagés respectivement comme réalisateur et scénariste. Amy Pascal revient à la production, entourée notamment d'Avi Arad, Phil Lord et Chris Miller. Plus tard, Amy Pascal annonce que le film reprendra une intrigue romantique entre Miles et Gwen Stacy, qui avait été coupée du premier film. La productrice précise que le film sera par ailleurs la plateforme de lancement pour un éventuel film spin-off centré sur des personnages féminins.
Sony confirme officiellement le film en novembre 2019 et annonce une sortie américaine pour le 8 avril 2022. En février 2021, il est annoncé que Phil Lord et Chris Miller collaborent avec Dave Callaham pour le scénario. En avril 2021, Kemp Powers et Justin K. Thompson sont annoncés comme coréalisateurs. En décembre, il est annoncé que le film sortira en deux parties.

### Attribution des rôles
En décembre 2018, le retour de Shameik Moore et Hailee Steinfeld est confirmé. Phil Lord révèle ensuite la présence d'un Spider-Man japonais tiré de la série japonaise Spider-Man des années 1970. Issa Rae est annoncée pour interpréter Jessica Drew / Spider-Woman en juin 2021. Jake Johnson confirme ensuite son retour dans le rôle de Peter Parker, alors qu'Oscar Isaac prête à nouveau sa voix à Miguel O'Hara / Spider-Man 2099, présent dans une scène post-crédits du premier film,.

## Musique
Daniel Pemberton a confirmé en décembre 2020 qu'il reviendrait du film précédent pour composer la partition de la suite.
La version japonaise contient une chanson exclusive "REALiZE" de LiSA,,.

## Accueil

### Sortie et promotion
Le film a été conçu en deux parties qui initialement devaient sortir en 2022 pour la première, puis en 2023 pour la seconde.
Finalement, en avril 2022, il est annoncé que les deux parties sont décalées d'un an. Il est ensuite annoncé que la deuxième partie sortira indépendamment sous le titre de Spider-Man: Beyond the Spider-Verse en 2024,.
À la mi-décembre 2022, une première bande-annonce est dévoilée par Sony. Les images confirment le retour de certains personnages, telle Spider-Gwen, et l'introduction de nouveaux comme Spider-Man 2099 et Spider-Woman. La sortie du film pour la France est bien programmée pour le 31 mai 2023. Le titre français du film est révélé : Spider-Man : Seul contre tous. À la suite d'une vive vague de protestations des fans, qui ne souhaitent pas voir le titre original dénaturé comme cela a été le cas pour le premier film, Sony décide de garder Across the Spider-Verse.
La bande-annonce officielle sort à l'international le 4 avril 2023.
Le film n'a pas été publié dans les pays du Golfe - Arabie Saoudite, Qatar, Bahreïn, Oman et Koweït inclus les ÉAU en raison de la présentation d'une affiche soutenant les personnes transgenres.
La sortie du prochain film, Spider-Man: Beyond the Spider-Verse, a été repoussée sans autre date annoncée, en raison de la prolongation de la grève des acteurs.

### Accueil critique

#### Monde anglo-saxon
Dans le monde anglo-saxon, Spider-Man: Across the Spider-Verse reçoit de la part du site Metacritic la note de 87⁄100 pour un total de 56 critiques. L’agrégateur Rotten Tomatoes indique, quant à lui, un taux de satisfaction de 95 % et une note de 8,70⁄10 pour un total de 294 critiques. Le consensus des critiques est formulé ainsi :

« Tout aussi éblouissant et bourré d’action que son prédécesseur, Spider-Man : Across the Spider-Verse fait frémir du début à la fin en cliffhanger. »

— Consensus des critiques, Rotten Tomatoes

#### France
En France, le site Allociné donne la note de 4,1⁄5, après avoir recensé et interprété 21 critiques de presse.
« Toute l’intelligence de cette suite réside dans ce cœur dramaturgique, qui confronte Miles à toutes sortes de déterminisme – celui qui incombe à sa nature de héros, donc, mais aussi à des déterminismes d’ordre social, existentielle ou métaphysique. ». Aurélien Allin (Cinema Teaser) est sous le charme de ce second opus. Le film s'épanouit « sur des bases narratives solides, qui lui permettent d’imposer sa singularité ». Il rajoute la mise en abîme du film avec son personnage principal : tous deux « contestent les règles et repoussent toutes les limites pour affirmer leur credo et leurs choix ». L'image comme la partition musicale du film sont salués par le critique. Il conclut : « Un spectacle total comme un prodige de cinéma. ».
Séduit l'est aussi le critique Antoine Desrues (Écran Large), notamment par l'image d'où « l’explosion créative et colorée (...) se veut au service des émotions ». Le critique résume son article ainsi : « Plus fou encore que son prédécesseur, Across the Spider-Verse suit son lapin blanc dans un voyage multidimensionnel électrisant. Pour autant, son inventivité stylistique n’en oublie jamais ce qu’elle sert : les émotions de ses personnages et une réflexion méta(physique) sur la place des super-héros. Le blockbuster indispensable de cette année ! ».
« Encore plus fou, plus osé, plus vertigineux et plus délirant que Spider-Man New Generation », Éric Estrada (FilmActus) parle d'un long-métrage d'animation qui « éclate tous les curseurs visuels. L'expérience est aussi spectaculaire qu'immersive et émotionnelle. Un véritable shoot d'adrénaline et de créativité. ».
Pour Tarek Diouri-Adequin (IGN France), le film est tout simplement un « chef-d'œuvre », « le meilleur film Spider-Man à ce jour, [qui] assure à tous les niveaux, arrive à être un successeur digne de ce nom pour Spider-Man : New Generations et on ne peut qu'en redemander. ».
Allan Blanvillain (le Journal du Geek) résume sa critique ainsi : « Il semblait difficile, voire impossible de réaliser l'exploit de surpasser un film qui avait déjà mis la barre très haute concernant le Tisseur. Spider-Man Across the Spider-Verse éclate littéralement ce plafond de verre avec une ambition dévorante, maîtrisant pleinement son sujet dans ce qu'il montre ou ce qu'il dit. C'est un film fou, audacieux, dont le seul défaut est de se rendre dépendant d'une suite pour se savourer pleinement. ».

### Box-office
| Pays ou région        | Box-office                     | Date d'arrêt du box-office | Nombre de semaines |
| --------------------- | ------------------------------ | -------------------------- | ------------------ |
| France                | 1 929 481 entrées 14 995 647 $ | 4 octobre 2023             | 18                 |
| États-Unis Canada     | 381 593 754 $                  | en cours                   | en cours           |
| Royaume-Uni           | 38 712 517 $                   | 18 Août 2023               | 11                 |
| Mexique               | 29 161 074 $                   | en cours                   | en cours           |
| Total hors États-Unis | 309 304 156 $                  | en cours                   | 6                  |
| Total mondial         | 690 897 910 $                  | en cours                   | 6                  |

#### À l'international
Après un premier week-end d'exploitation et hors domicile, le film a rapporté à l'international dans les 88,1 millions de $, avec pour principaux marchés la Chine (17,3 millions de $), le Mexique (11,6 millions de $) et le Royaume-Uni (11,5 millions de $).
Lors de sa deuxième semaine, il engendre près de 76 millions de $ supplémentaire en arrivant deuxième, derrière Transformers: Rise of the Beasts

#### France
Pour son premier jour d'exploitation en France, Spider-Man: Across the Spider-Verse a réalisé 118 128 entrées, dont 3 310 en avant-premières, pour un total de 2 514 séances proposées, soit une moyenne de 46 spectateurs par projection. En comptant pour ce premier jour les avant-premières, le film se positionne en première place du box-office des nouveautés pour sa journée de démarrage, devant Le Croque-mitaine (14 315). Avec ce score, le long-métrage devient, au moment de sa sortie, le 7e meilleur démarrage au cinéma en France (hors avant-premières), et fait plus de deux fois mieux que son précédent opus, Spider-Man : New Generation (50 000), sorti en 2018.
Au bout d’une première semaine d’exploitation dans les salles françaises, le long-métrage totalise 550 808 entrées, pour une première place au box-office hebdomadaire, devant La Petite Sirène (336 931). Il confirme son meilleur démarrage que son prédécesseur qui était aux alentours des 219 000 entrées après une semaine d'exploitation.

#### Amérique du nord
À l'issue de son premier week-end d'exploitation, Spider-Man : Across the Spider-Verse se classe premier du box-office en Amérique du nord avec 120,50 millions de $ pour 4 313 écrans, devant La Petite Sirène (40,6 millions de $) et Le Croque-mitaine (12,3 millions de $). Avec ces chiffres, le long-métrage d'animation triple le score du premier week-end de son précédent opus qui avait avoisiné les 35,3 millions de $ en 2018. De fait, il s'agit au moment de sa sortie du 8e meilleur démarrage pour un film d'animation, derrière Toy Story 4 (120,9 millions de $) en 2019.

## Suite etspin-off
Le 3e film, Spider-Man: Beyond the Spider-Verse, était prévu pour 2024. Cependant, la grève SAG-AFTRA 2023 empêche l'enregistrement des voix et force Sony Pictures à annoncer en juillet 2023 que la sortie du film est repoussée, sans préciser de date. Le 31 mars 2025, lors de la CinemaCon, la date de sortie du film est annoncée pour le 4 juin 2027.
Sony développe également un spin-off intitulé Spider-Women dès novembre 2018. Bek Smith est engagée comme scénariste alors que Lauren Montgomery est évoquée à la réalisation. Amy Pascal révèle peu après que le film sera centré sur Gwen Stacy, Cindy Moon / Silk et Jessica Drew.
Le 31 mai 2023, la productrice Amy Pascal annonce que l'histoire de Miles Morales va faire l'objet d'une adaptation en live-action au cinéma.

## Distinctions

### Nominations
- BAFTA 2024 :
  - Meilleur film d'animation
  - Meilleure musique de film pour Daniel Pemberton
- Golden Globes 2024 :
  - Meilleure musique de film
  - Meilleur film d'animation
  - Accomplissement cinématographique et financier
- Oscars 2024 : Meilleur film d'animation